# Hoogverraad
Hoogverraad is, in verschillende landen in het buitenland, de juridische term voor een misdrijf dat de interne veiligheid van de staat in gevaar brengt. Het gaat daarbij om handelingen, gepleegd tegen de staatsinrichting of tegen de hoogste staatsorganen, met als doel om de interne organisatie van een staat met geweld, of met andere onwettige middelen, omver te werpen of te veranderen. Het huidige Nederlandse Wetboek van Strafrecht en het Belgische Strafwetboek kennen het delict hoogverraad niet. Het komt voor als Hochverrat in de rechtscultuur van Duitsland, Oostenrijk en Zwitserland, en als high treason in het Angelsaksische recht .

## Nederland en België
In 1806 werd het Koninkrijk Holland door Napoleon Bonaparte voor zijn broer Lodewijk Napoleon Bonaparte opgericht. Koning Lodewijk voerde in 1809 het Crimineel Wetboek voor het Koningrijk Holland in. Het Crimineel Wetboek kende een aparte titel van hoog verraad. Deze titel stelde als hoogverraad onder andere strafbaar de aanslag tegen het leven van de Koning, hulpverlening aan de vijand en het lekken van staatsgeheimen, hoewel bij sommige van deze handelingen eerder sprake is van landverraad. Het Crimineel Wetboek was echter maar een kort leven gegund; in 1810 werd het Koninkrijk ingelijfd in het Franse Keizerrijk en in 1811 werd de Code Pénal ingevoerd. De Code Pénal (ook wel: het Wetboek van Strafrecht) kende geen titel die gewijd was aan hoogverraad; in plaats daarvan behandelde de Code Pénal zowel hoog- als landverraad en soortgelijke misdaden in een hoofdstuk getiteld "van de misdaden en wanbedrijven tegen de veiligheid van den staat." Wel maakte de Code Pénal nog een onderscheid tussen misdaden en wanbedrijven tegen de uitwendige veiligheid van den staat en tegen de inwendige veiligheid van den staat, zonder daar echter de kwalificaties land- of hoogverraad aan te verbinden. De Code Pénal bleef ook ten tijde van het Verenigd Koninkrijk der Nederlanden gehandhaafd, ook na de onafhankelijkheid van België bleef de Code in zowel België als Nederland gelden.

### België
In 1867 voerde België een nieuw wetboek in: het Strafwetboek. Hoewel het enkele veranderingen bevatte, was het in grote lijnen geïnspireerd op de vroegere Code Pénal. Het misdrijf hoogverraad keerde ook niet terug, in plaats daarvan werd de terminologie "misdaden en wanbedrijven tegen de veiligheid van de staat" gehandhaafd inclusief het onderscheid tussen de inwendige en uitwendige veiligheid.

### Nederland
In 1886 werd ook in Nederland een nieuw Wetboek van Strafrecht ingevoerd. De wetgever brak openlijk met de vroegere Code Pénal, maar besloot om de kwalificatie "misdrijven tegen de veiligheid van den staat" te behouden. Voor hoogverraad was volgens de wetgever noodzakelijk dat de dader een verplichting van trouw zou breken. Dientengevolge zouden alleen Nederlandse burgers, of in het meest verregaande geval, hier wonende vreemdelingen, voor verraad kunnen worden vervolgd. De kern van de strafbaarheid was volgens de regering echter niet gelegen in de trouwbreuk, maar eerder in het gevaar voor de veiligheid van de staat. Bovendien was de wetgever van mening dat ook bij de op hoogverraad geïnspireerde misdrijven (zoals de aanslag tegen de Koning, aanslag tegen het Rijk of aanslag tegen regeringsvorm) de externe veiligheid van de staat bedreigd werd. De regering vond het onderscheid tussen hoog- en landverraad en in- en uitwendige veiligheid daarom van geen waarde. Om die redenen werd besloten geen misdrijf genaamd 'hoogverraad' in het nieuwe Wetboek op te nemen, noch om verder onderscheid in misdrijven tegen de in- en uitwendige veiligheid te maken.

## Duitsland
In Duitsland is Hochverrat strafbaar gesteld in paragraaf 81-83 van het Strafgesetzbuch. In §81 is ´´Hochverrat´´ tegen de Staat strafbaar gesteld, §82 behandelt Hochverrat tegen een Bundesland (deelstaat) en §83 stelt de voorbereiding voor Hochverrat strafbaar. Het rechtsgoed dat wordt beschermd is de territoriale en het grondwettige voortbestaan van de Staat en de deelstaten. Men maakt daarbij een onderscheid tussen Bestandshochverrat en Verfassungshochverrat. Hochverrat is een zogenoemd Unternehmensdelikt, dat betekent dat reeds de (niet-succesvolle) poging om het delict te plegen het voltooide delict oplevert.

### Bestandshochverrat
Onder Bestandshochverrat wordt begrepen degene die 'het onderneemt om, met geweld of dreiging met geweld, het voortbestaan van de Staat te beïnvloeden'. Bestandshochverrat tegen een deelstaat wordt gepleegd door met geweld of dreiging met geweld een het gebied van een deelstaat bij een andere deelstaat in te lijven of van de Bond af te scheiden.

### Verfassungshochverrat
Bij Verfassungshochverrat gaat het om het gebruik van geweld of dreigen van geweld 'om de op de Grondwet van de Bondsrepubliek Duitsland gebaseerde constitutionele ordening te veranderen'. Terwijl er bij een deelstaat sprake moet zijn van (een dreiging met) geweld tegen 'de op de Grondwet van een deelstaat gebaseerde grondwettige ordening te veranderen". Het verschil tussen Bestandshochverrat en Verfassungshochverrat ligt in het object van het misdrijf: bij de eerste is dit het voortbestaan van de Staat/het gebied van de deelstaat; bij de tweede gaat het om het veranderen van de constitutionele ordening van de Staat of deelstaat en het moet ook daadwerkelijk om een min permanente verandering, slechts de verstoring van een de werkzaamheden van een overheidsorgaan is niet voldoende.

### Voorbereiding entätige Reue
§83 StGB stelt de voorbereiding van Hochverrat strafbaar. Het moet gaan om een voorbereidingshandeling van een van de bestandsdelen van §81-82, het doel van de voorbereiding moet vast staan en ook bij moet en een begin van uitvoering. Het gaat daarbij om iedere handeling die het plegen van het delict bevordert zonder dat deze handeling zelf al als het ondernemen van het misdrijf kan worden gekarakteriseerd. §83a StGB behandelt gevallen van tätige Reue (daadwerkelijk berouw). Er is sprake van tätige Reue indien de dader zelf afziet van het plegen van het misdrijf en ook anderen die door hem het misdrijf willen plegen tracht te stoppen. Van de dader wordt een actieve bijdrage verwacht om de voltooiing van het delict te stoppen.